# Federico Higuaín
Pour les articles homonymes, voir Higuaín.
Federico Fernando Higuaín, né le 25 mars 1984 à Buenos Aires,  est un footballeur argentin. Il joue au poste d'attaquant ou milieu offensif.

## Biographie
Federico Higuaín est le fils de Jorge Higuaín, et le frère ainé de Gonzalo Higuaín. Sa mère, Nancy Zacarías, est une artiste et son grand-père maternel, Santos Zacarías un ancien boxeur argentin, également entraîneur de deux champions du monde de boxe. Son oncle, Claudio Zacarías est un ancien latéral gauche de San Lorenzo.
Federico Higuaín commence sa carrière avec River Plate avec son frère Gonzalo Higuaín.
Le 27 juillet 2012, il signe un contrat de joueur désigné avec le club américain du Columbus Crew. À la fin de la saison, il est désigné MLS Newcomer of the Year.